# Герард Батлінер
Герард Батлінер (нім. Gerard Batliner, 9 грудня 1928, Ешен, Ліхтенштейн — 25 червня 2008, Ешен, Ліхтенштейн) — ліхтенштейнський політичний діяч, прем'єр-міністр Ліхтенштейну (1962–1970).

## Біографія
Вивчав юриспруденцію і філософію у Фрібурському університеті; у 1957 отримав вчений ступінь кандидата юридичних наук.
1956—1962 — поряд із політичною діяльністю провадив адвокатську діяльність та займався публіцистикою.
1960—1962 — заступник голови громади Ешену.
1962—1970 — прем'єр-міністр і міністр закордонних справ князівства Ліхтенштейну.
1970—1974 — адвокат.
1974—1982 — депутат ліхтенштейнського Ландтагу від Прогресивної громадянської партії, у 1974—1978 роках — спікер ландтагу, у 1978—1981 роках — віцеспікер ландтагу.
1981—1982 — віцепрезидент парламентської асамблеї Ради Європи.
1983—1990 — член Європейської комісії з прав людини.
1991—2003 — член Європейської комісії за демократію через право (Venice Commission).
З 1995 р. — суддя арбітражного суду ОБСЄ.
З 1987 р. — член наукової ради Інституту Ліхтенштейну, у 1987—1997 роках його голова.
1972—1998 — керівник видавництва Ліхтенштейнському академічного товариства.
Був автором численних книг про правову систему Ліхтенштейну.

### Нагороди та премії
- 1970: присвоєно звання «Княжої юстиції»
- 1974: нагороджений Великою срібною медаллю зі стрічкою за заслуги перед Австрійською Республікою
- 1988: почесний доктор, доктор юридичних наук Базельського університету
- 2001: почесний доктор, доктор юридичних наук Інсбрукського університету імені Леопольда і Франца

Великий хрест за заслуги перед Ліхтенштейном